# (31662) 1999 HP11
1999 HP11 (asteroide 31662) é um APL. Possui uma excentricidade de 0.54794861 e uma inclinação de 18.80261º.
Este asteroide foi descoberto no dia 19 de abril de 1999 por Spacewatch em Kitt Peak.